# یواس‌اس وینباگو (۱۸۶۳)
یواس‌اس وینباگو (۱۸۶۳) (به انگلیسی: USS Winnebago (1863)) یک کشتی بود که طول آن ۲۲۹ فوت (۶۹٫۸ متر) بود. این کشتی در سال ۱۸۶۳ ساخته شد.